# O Corcunda de Notre Dame (trilha sonora)
The Hunchback of Notre Dame: An Original Walt Disney Records Soundtrack é a trilha sonora do filme de animação de 1996 da Disney, O Corcunda de Notre Dame. Inclui canções escritas por Alan Menken e Stephen Schwartz com vocais de Paul Kandel, David Ogden Stiers, Tony Jay, Tom Hulce, Heidi Mollenhauer, Jason Alexander, Mary Wickes e Mary Stout.
"Someday" na versão de All-4-One foi lançada como single nos Estados Unidos, enquanto no Reino Unido foi lançada uma versão feita pelo girl group britânico de R&B Eternal. Luis Miguel gravou uma versão em espanhol com o título de "Sueña", que se tornou um hit na América Latina. Ed Motta gravou uma versão em português com o título de "Um Dia", sendo lançada como single no Brasil.
O álbum foi lançado em 28 de maio de 1996 pela Walt Disney Records e alcançou o pico número 11 na Billboard 200.

## Lista de faixas
| N.º | Título                              | Intérprete(s)                                                                   | Duração |  |
| 1.  | "The Bells of Notre Dame"           | Paul Kandel, David Ogden Stiers, Tony Jay e Coro                                |         |  |
| 2.  | "Out There"                         | Tony Jay e Tom Hulce                                                            |         |  |
| 3.  | "Topsy Turvy"                       | Paul Kandel e Coro                                                              |         |  |
| 4.  | "Humiliation"                       | Orquestra e Chorus                                                              |         |  |
| 5.  | "God Help the Outcasts"             | Heidi Mollenhauer e Coro                                                        |         |  |
| 6.  | "The Bell Tower"                    | Orquestra                                                                       |         |  |
| 7.  | "Heaven's Light/Hellfire"           | Tom Hulce, Tony Jay e Coro                                                      |         |  |
| 8.  | "A Guy Like You"                    | Jason Alexander, Charles Kimbrough, Mary Wickes e Mary Stout                    |         |  |
| 9.  | "Paris Burning"                     | Orquestra e Coro                                                                |         |  |
| 10. | "The Court of Miracles"             | Paul Kandel e Coro                                                              |         |  |
| 11. | "Sanctuary!"                        | Orquestra e Coro                                                                |         |  |
| 12. | "And He Shall Smite the Wicked"     | Orquestra e Coro                                                                |         |  |
| 13. | "Into the Sunlight"                 | Orquestra                                                                       |         |  |
| 14. | "The Bells of Notre Dame (Reprise)" | Paul Kandel e Coro                                                              |         |  |
| 15. | "Someday"                           | All-4-One (trilha sonora dos Estados Unidos), Eternal (trilha sonora britânica) |         |  |
| 16. | "God Help the Outcasts"             | Bette Midler                                                                    |         |  |

### Edição portuguesa
| N.º | Título                           | Intérprete(s)                                          | Duração |  |
| 1.  | "Os Sinos de Notre Dame"         | André Maia, José de Oliveira Lopes, Coros, Coro Latino |         |  |
| 2.  | "Ficar Aqui"                     | José de Oliveira Lopes                                 |         |  |
| 3.  | "Lá Fora"                        | Tó Cruz                                                |         |  |
| 4.  | "Pernas P'ró Ar"                 | André Maia, Coros                                      |         |  |
| 5.  | "Deus Protege os Párias"         | Dora Fidalgo, Coros                                    |         |  |
| 6.  | "Luz do Céu"                     | Tó Cruz                                                |         |  |
| 7.  | "Fogo do Inferno"                | José de Oliveira Lopes, Coro Latino                    |         |  |
| 8.  | "Um Como Tu"                     | José Raposo, Paulo Oom, Aidé Martins                   |         |  |
| 9.  | "Luz do Céu (reprise)"           | Tó Cruz                                                |         |  |
| 10. | "A Corte dos Milagres"           | André Maia, Coros                                      |         |  |
| 11. | "Os Sinos de Notre Dame (final)" | André Maia, Coros                                      |         |  |
| 12. | "Sonho de Amor"                  | Miguel Ângelo (cantor)                                 |         |  |
| 13. | "Longe do Mundo"                 | Sara Tavares                                           |         |  |

### Edição brasileira
| N.º | Título                            | Intérprete(s)                                            | Duração |  |
| 1.  | "Os Sons de Notre Dame"           | Cláudio Galvan, Lafayette Galvão, Rodrigo Esteves e Coro |         |  |
| 2.  | "Lá Fora"                         | Marcelo Coutinho e Rodrigo Esteves                       |         |  |
| 3.  | "Às Avessas"                      | Cláudio Galvan                                           |         |  |
| 4.  | "Humilhação"                      | Orquestra e Coro                                         |         |  |
| 5.  | "Salve os Proscritos"             | Rosanah Fienngo e Coro                                   |         |  |
| 6.  | "O Campanário"                    | Orquestra                                                |         |  |
| 7.  | "Luz Celestial/Fogo do Inferno"   | Rodrigo Esteves                                          |         |  |
| 8.  | "O Seu Glamour"                   | Mauro Ramos, Nelly Amaral & Renato Rabelo                |         |  |
| 9.  | "Paris em Chamas"                 | Orquestra e Coro                                         |         |  |
| 10. | "O Pátio dos Milagres"            | Cláudio Galvan e Coro                                    |         |  |
| 11. | "Santuário!"                      | Orquestra e Coro                                         |         |  |
| 12. | "E Ele Castigará os Maus"         | Orquestra e Coro                                         |         |  |
| 13. | "À Luz do Sol"                    | Orquestra                                                |         |  |
| 14. | "Os Sons de Notre Dame (Reprise)" | Cláudio Galvan e Coro                                    |         |  |
| 15. | "Um Dia"                          | Ed Motta                                                 |         |  |
| 16. | "Oração"                          | Rosanah Fienngo                                          |         |  |

## Certificações
| País                  | Certificados | Vendas/Cópias |
| --------------------- | ------------ | ------------- |
| Argentina (CAPIF)     | Ouro         | 30.000        |
| Estados Unidos (RIAA) | Platina      | 1.000.000     |